# Abbaye de Heidenfeld

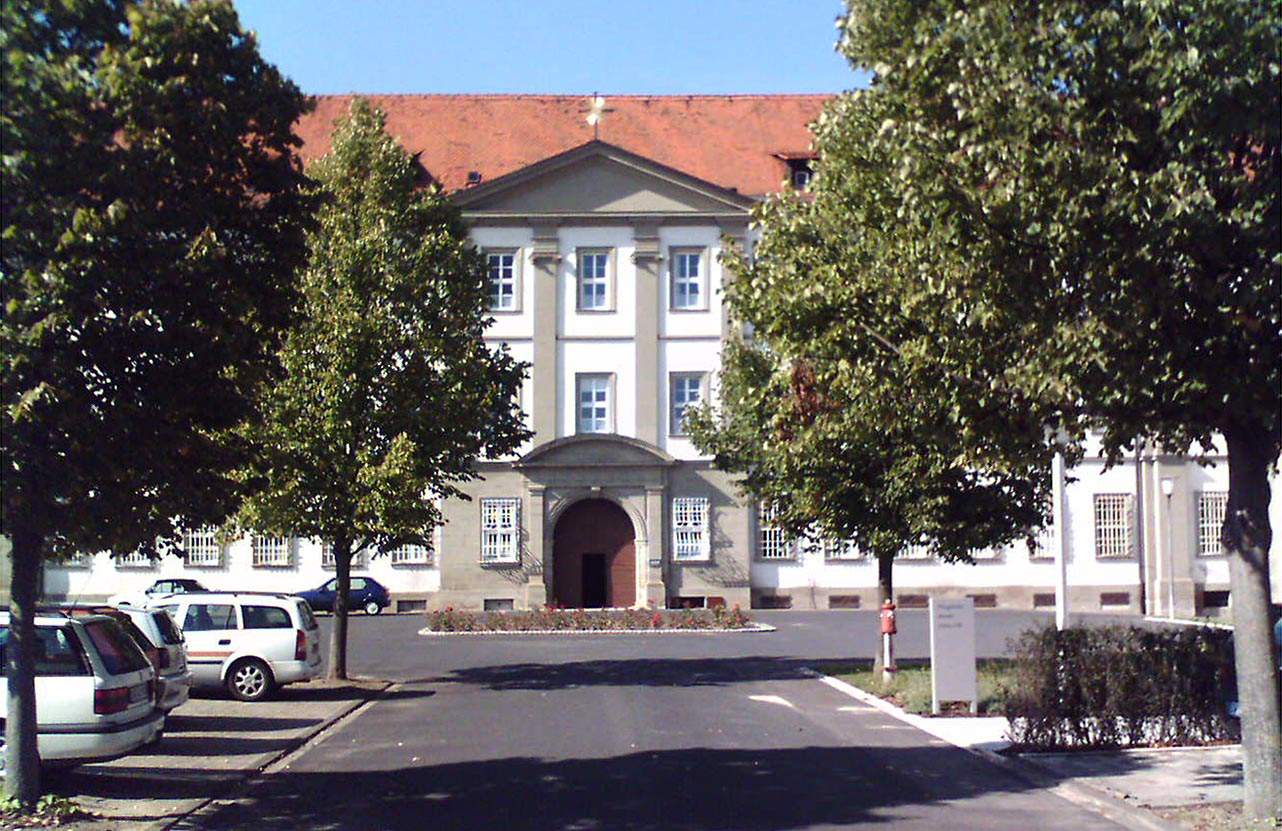
Entrée de l'actuel couvent

L'abbaye de Heidenfeld (Kloster Maria Hilf) est une ancienne abbaye de l'ordre des chanoines réguliers de saint Augustin, aujourd'hui couvent de la congrégation des Filles du Rédempteur. Il se trouve à Heidenfeld, village dépendant de la commune de Röthlein près de Schweinfurt en Franconie (Allemagne).

## Historique
C'est en 1069 que la comtesse Albérade de Schweinfurt, épouse du comte Hermann de Habsberg-Kastl, fonde un monastère sur ses biens reçus en héritage. Saint Adalbéron, évêque de Wurtzbourg, confie la fondation aux augustins en 1071. Ceux-ci prennent en charge d'âmes une vingtaine de paroisses environnantes au fil des années.
L'abbaye est détruite à deux reprises: en 1525, pendant la jacquerie du Palatinat, et pendant la seconde guerre des Margraves en 1553-1554. Elle est reconstruite. Le bienheureux Liboire Wagner (1593-1631) est enterré à l'abbatiale en 1632. Sous le prévôt Andreas Deichmann (1644-1673), l'abbaye connaît une période d'épanouissement, même après la Guerre de Trente Ans, qui se poursuit au siècle suivant. Balthasar Neumann honore la commande de nouveaux bâtiments abbatiaux en architecture baroque, entre 1723 et 1733. L'église abbatiale, consacrée à Notre-Dame du Bon-Secours, est entièrement redécorée par Joseph Ignaz Appiani (peintre de la Cour de Mayence) en 1783 avec des stucs de Materno Bossi. L'escalier d'honneur est richement décoré ainsi que le grand salon du deuxième étage que l'on peut encore admirer aujourd'hui.
L'abbaye est sécularisée après huit siècles d'existence par le recès d'Empire de 1803 inspiré de Napoléon Bonaparte. Les augustins sont dispersés.
Les bâtiments sont vendus en 1805 au comte von Türkheim qui fait démolir l'église, ainsi qu'une partie de l'abbaye. Les barons von Bodeck-Ellgau en sont propriétaires de 1807 à 1901. Le futur cardinal Michael von Faulhaber prend en location l'ancienne abbaye en 1910 pour y installer la congrégation des Filles du Rédempteur fondée en 1857. Cette congrégation soignante est aujourd'hui de droit pontifical. Une nouvelle église est construite, mais détruite en 1935 pour laisser la place à une nouvelle aile sud avec une nouvelle chapelle, conservant un autel baroque.
Le couvent administré par la congrégation sert de maison de retraite, avec depuis 1975 une aile abritant un centre de soins.